# Penwith
| Penwith District    | Penwith District   |
| ------------------- | ------------------ |
| Lage in Cornwall    |                    |
| Basisdaten          |                    |
| Status              | Distrikt           |
| Region              | South West England |
| Verw.grafschaft     | Cornwall           |
| Sitz der Verwaltung | Penzance           |
| Fläche              | 303,56 km² (55.)   |
| Einwohner           | 65.000 (320.)      |
| ONS-Code            | 15UF               |
| Gründung            | 1974               |
| Auflösung           | 2009               |

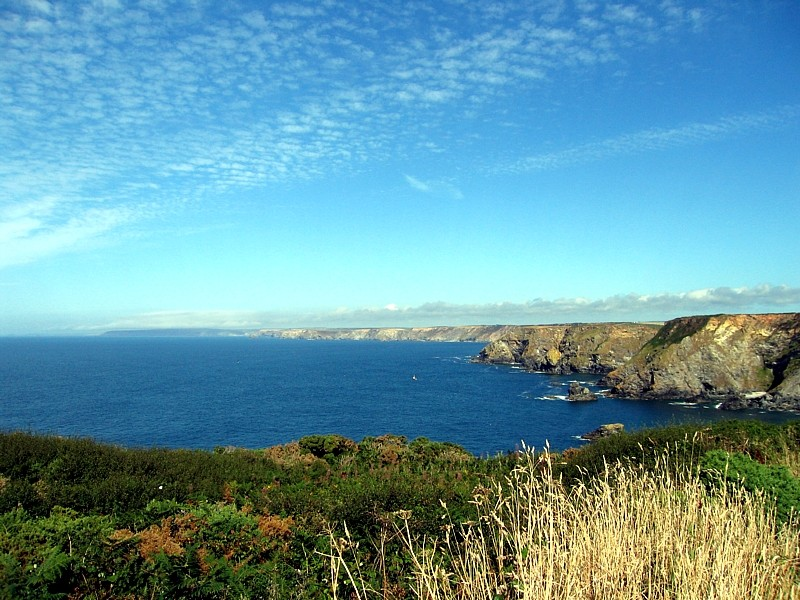
Navax Point - Penwith - Cornwall - UK

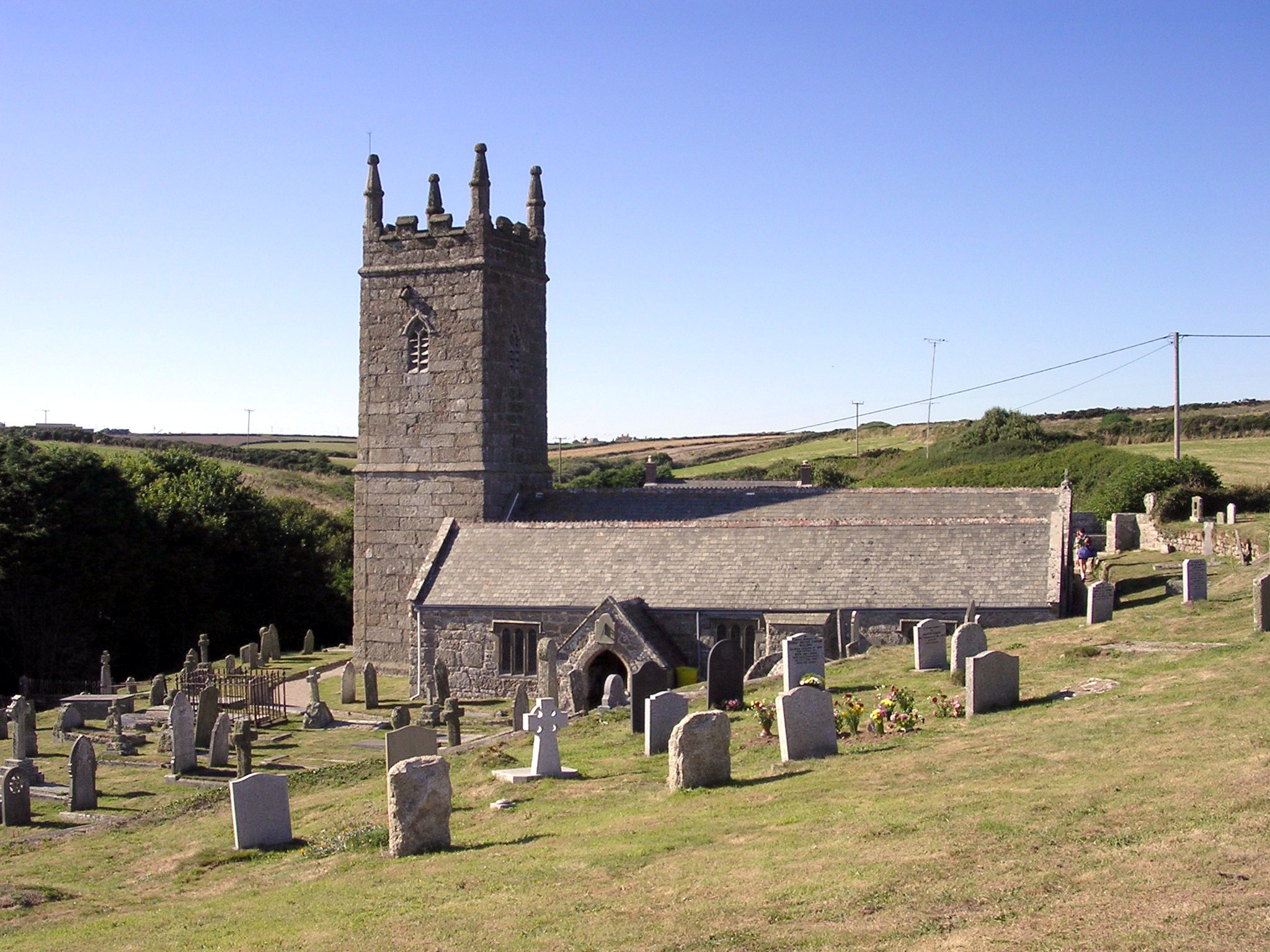
Die Kirche von St Levan

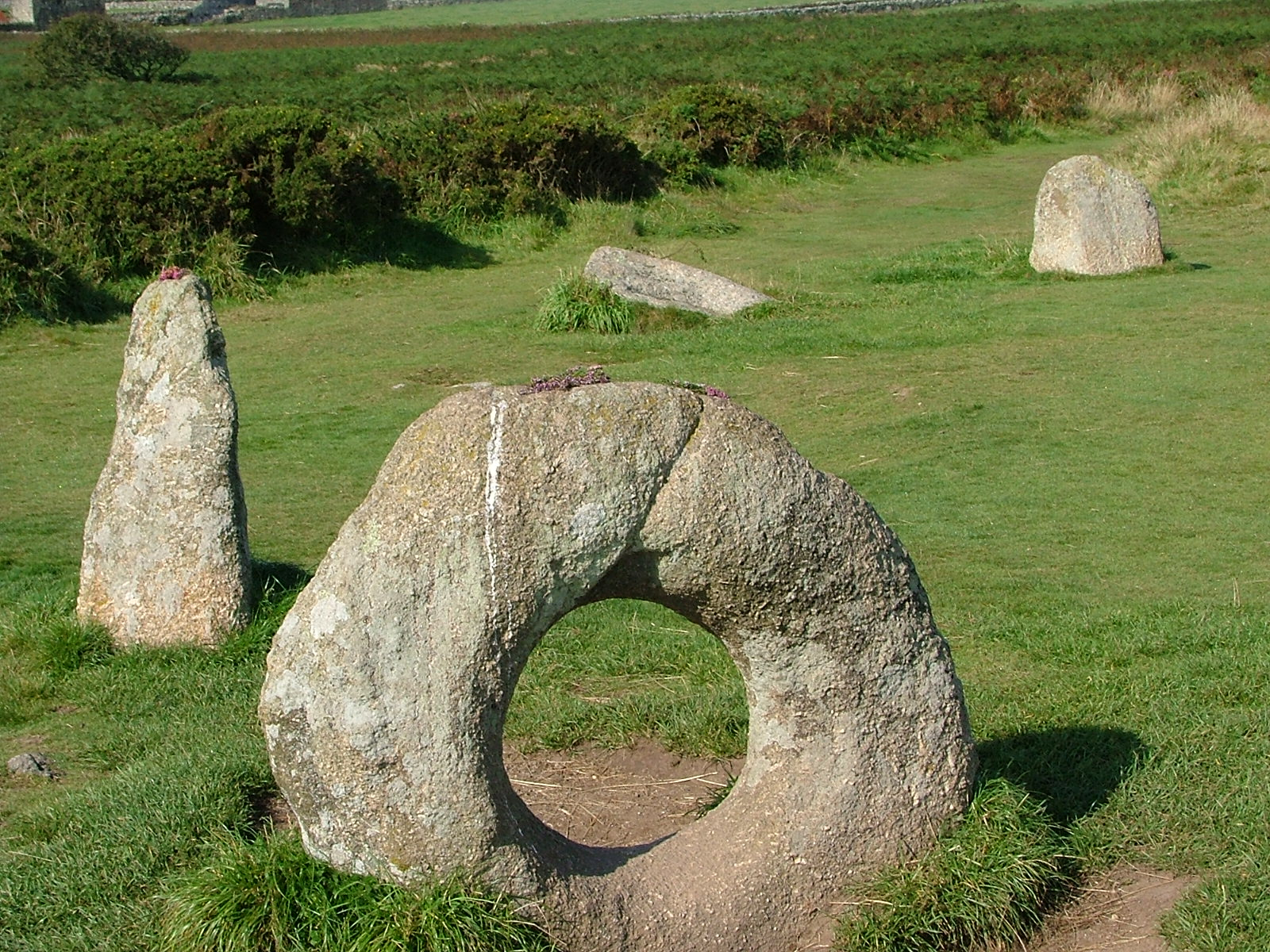
Die Megalithformation Mên-an-Tol bei Morvah in Penwith

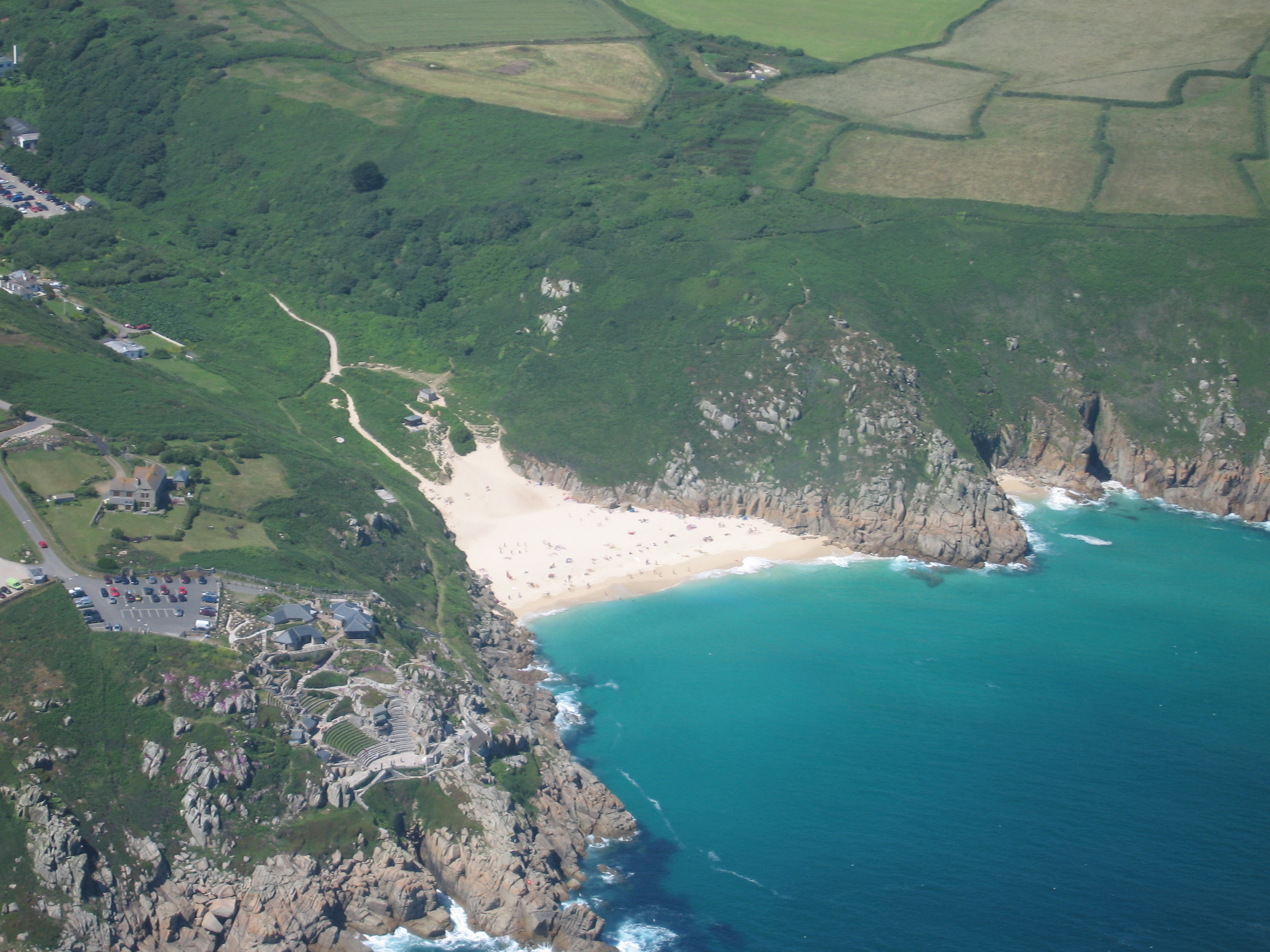
Porthcurno im Süden von Penwith

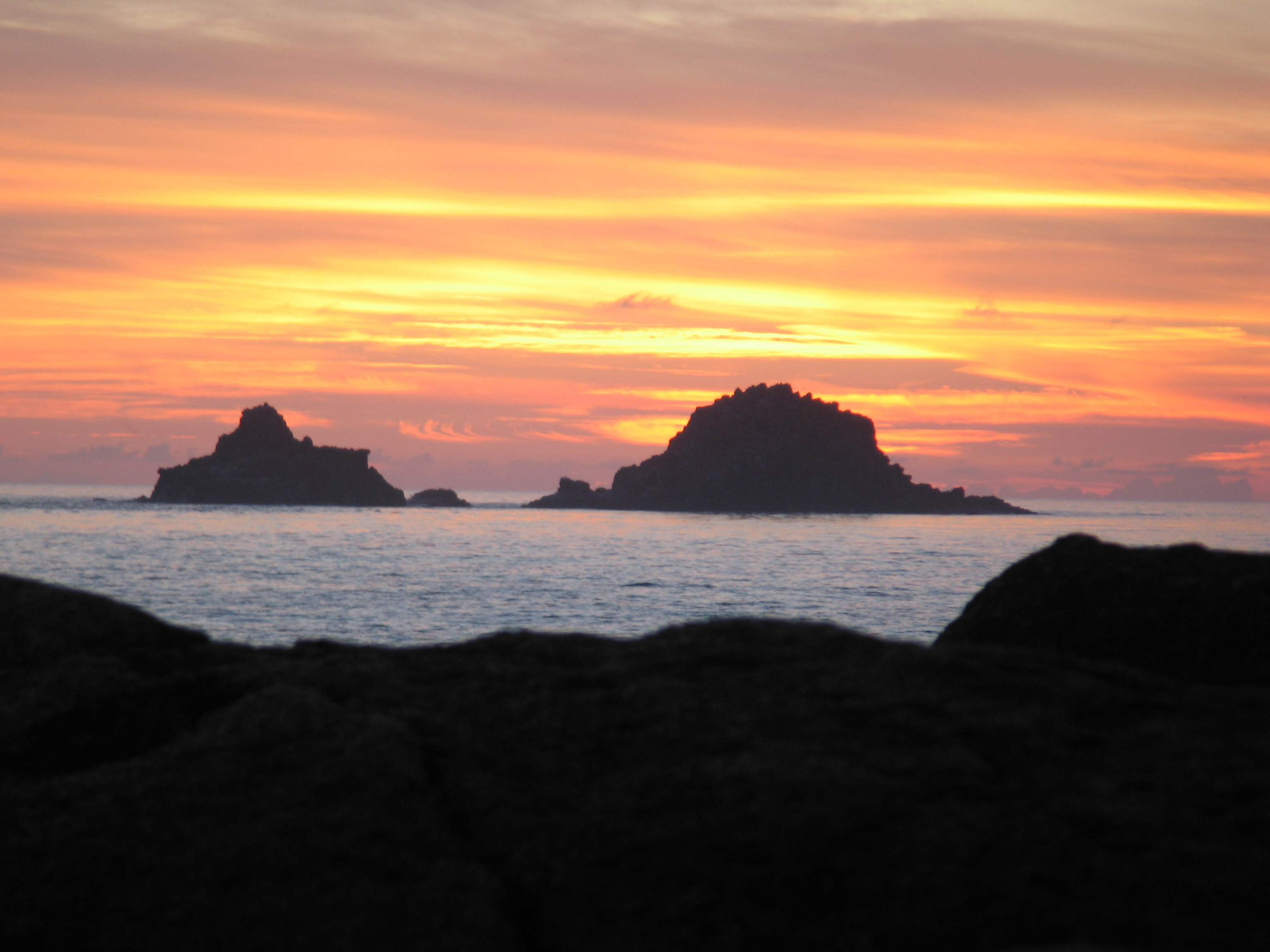
Die Felseninseln The Brisons bei Sonnenuntergang

Penwith (kornisch Pennwydh) war bis zum 31. März 2009 ein District der Grafschaft Cornwall in England. Der Name wurde abgeleitet von den kornischen Wörtern 'pen' (Landspitze) und 'wyth' (am Ende). Er bezeichnet somit die südwestliche Spitze der Insel Großbritannien.
Verwaltungssitz war die Stadt Penzance. Der Bezirk wurde am 1. April 1974 gebildet und entstand aus der Fusion der Boroughs Penzance und St Ives, des Urban District St Just und des Rural District West Penwith. Am 1. April 2009 wurden neben Penwith auch alle weiteren Districts in Cornwall abgeschafft und in einer einzigen Unitary Authority vereinigt.
Seit 1974 unterhält Penwith eine Partnerschaft mit der deutschen Stadt Cuxhaven.

## Geographie
Die Küstenlandschaft von Penwith ist geprägt von den schroffen Klippen, die überwiegend aus Granit und Schiefer bestehen, und durch die feinen Strände, die dazwischen liegen. Im Landesinneren bedeckt eine dünne Schicht Boden die Hügellandschaft aus Granit.
In den zahlreichen Senken und Tälern können, begünstigt durch das milde Klima, auch subtropische Pflanzen und Bäume wachsen. In den Morrab Gardens von Penzance beispielsweise wachsen sogar Bananen. Drei Kilometer westlich von Penzance liegt der einzige Stausee von Penwith, das Drift Reservoir.
Abgesehen vom Süden des damaligen Districts lag der Großteil der Landmasse über 100 m ü. NN. In der Nähe von Land’s End, dem westlichsten Punkt Englands wurde in vorrömischer Zeit bereits Kupfer und Zinn abgebaut. Zahlreiche Ruinen zeugen noch von der Zeit.
Bedeutende Orte im ehemaligen District sind Carbis Bay, Hayle, Lelant, Mousehole, Pendeen, Penzance, St Buryan, St Ives, St Just in Penwith und Zennor.

## Geschichte
Im Gebiet von Penwith befindet sich eine hohe Dichte an archäologischen Fundstellen. Bekannte Fundstellen sind Chûn Quoit, Lanyon Quoit oder die Merry Maidens. Die Eisenzeit und die romano-britische Zeit betreffend sind Fogous zahlreich. Fogous sind eisenzeitliche Anlagen, die in ähnlicher Form auf den Britischen Inseln einschließlich Irland, gefunden und allgemein als Souterrain bezeichnet werden.

## Bevölkerung
Von den 64.000 in Penwith lebenden Menschen wurden 96,4 % in Großbritannien geboren. 72 % der Bevölkerung gehören dem Christentum an, während 18 % keinem Glauben angehören. Penwith hat mit 13,4 % die sechsthöchste Scheidungsrate in ganz England und Wales und einen entsprechend niedrigen Prozentsatz an verheirateten Paaren. Des Weiteren ist die Arbeitslosigkeit relativ hoch und die medizinische Versorgung im Vergleich zu anderen Bezirken schlechter.

## Parishes
Zum Zeitpunkt der Auflösung des Distrikts umfasste sein Gebiet 20 Gemeinden (Parish):
| 1. St Buryan 2. St Levan 3. Sennen 4. St Just in Penwith 5. Morvah 6. Sancreed 7. Paul 8. Penzance 9. Madron 10. Zennor 11. Towednack 12. St Ives 13. Ludgvan 14. Hayle 15. Gwinear-Gwithian 16. St Erth 17. St Hilary 18. Perranuthnoe 19. Marazion 20. St Michael’s Mount | Parishes in Penwith |

## Wirtschaft
Penwith hat es in ökonomischer Hinsicht, in der ohnehin wirtschaftlich schwächelnden Grafschaft Cornwall, schwieriger als andere Distrikte. Gründe dafür sind die schlechte schulische Ausbildung der ländlichen Bevölkerung und die hohe Jugendarbeitslosigkeit.
Traditionsgemäß beruht die Wirtschaft in der Region auf dem Bergbau und der Fischerei. Da in den letzten Jahrzehnten der Großteil der Bergwerke geschlossen wurde, stieg die Arbeitslosigkeit stark an.
Durch die neu geschaffenen Arbeitsplätze in der wachsenden Tourismusbranche sank die Arbeitslosigkeit kaum, da die Mehrheit der Bevölkerung nur während der Saison dort eine Beschäftigung findet.

### Bergbau
Der Zinn-Bergbau spielte einst in Penwith eine wichtige wirtschaftliche Rolle. Zahlreiche Gruben des Bergbaureviers St Just wie die Levant Mine oder die Botallack Mine befinden sich im Distrikt. Während des 19. und 20. Jahrhunderts waren bereits die ersten Ressourcen erschöpft. Mit dem Zusammenbruch des weltweiten Zinnkartells war das Ende dieser Industrie besiegelt. Auf Cape Cornwall steht ein Schornstein als Denkmal an diese Zeit, seit 2006 steht das Bergbaurevier St Just als UNESCO-Welterbe unter besonderem Schutz.
Das sowohl letzte Bergwerk in Penwith als auch in Cornwall lag bei Geevor. Heute ist es, ebenso wie die Levant Mine ein Kulturdenkmal und Museum. Besonders die Orte St Just und Pendeen haben unter dem Zusammenbruch des Bergbaus und unter der daraus resultierenden Arbeitslosigkeit gelitten.

### Fischerei
Die Fischerei ist auch heute noch eine wichtige Einnahmequelle von Penwith. In Newlyn befindet sich der größte Tiefseefischereihafen in England. Er erwirtschaftete im Jahre 2004 über 18 Millionen Pfund und somit über zwei Prozent des regionalen Bruttoinlandsprodukts. Die Trawler des Hafens sind im Vergleich zu den spanischen und französischen Fabrikschiffen kleiner, mit denen sie ihre Fangplätze teilen. Die ausländischen Fangflotten werden auch beschuldigt, das Meer widerrechtlich zu überfischen und ein Grund der lokalen Friktion in der Fischerei zu sein. Bis in die 1960er wurden große Fänge von Sardinen in Newlyn gemacht, die dort sofort verarbeitet wurden. Seit einigen Jahren werden Sardinen wieder vermehrt gefischt und an das südeuropäische Ausland verkauft.

### Landwirtschaft
Aufgrund der Kürzung der Beitragshilfen für die Landwirtschaft durch die Gemeinsame Agrarpolitik der EU stehen viele Landwirte in Penwith unter finanziellem Druck. Auch die Maul- und Klauenseuche im Jahr 2001 sowie der Druck der Supermarktketten machte einigen Landwirten zu schaffen. Die Landwirtschaft lebt hauptsächlich von Molkereiprodukten als auch von einzelnen Nutzpflanzen, wie Kartoffeln, Brokkoli und Blumenkohl. Durch das milde Klima Cornwalls können Kartoffeln und Getreide früher geerntet werden.

### Tourismus
Beliebte Ausflugspunkte in Penwith sind das Minack Theatre, der South West Coast Path sowie Land’s End. Außerdem werden von den Urlaubern auch die historischen Landhäuser, der Badestrand Sennen Cove und archäologischen Fundstellen gern besucht. Insgesamt leben im Bezirk 19 % der Haushalte vom Tourismus.

## Verkehr
Als westlichster Punkt des Landes und als kleine Halbinsel ist Penwith ein wenig von England isoliert. Die wichtigste Verkehrsverbindung ist die Fernverkehrsstraße A30, welche von London bis zum Land’s End führt. Auch die zwei Eisenbahnlinien St Ives Bay Line und Cornish Main Line sind wichtige Verbindungen in Richtung Osten. In Penzance starten Helikopter und Fähren zu den Scilly-Inseln, die 45 km südwestlich von Penwith liegen.